# Востоков, Сергей Владимирович
Серге́й Влади́мирович Восто́ков (13 апреля 1945, Ленинград, СССР — 6 марта 2025, Санкт-Петербург) — советский и российский математик. Внёс значительный вклад в локальную теорию чисел. Доктор физико-математических наук (1980), профессор Санкт-Петербургского государственного университета.

## Научная деятельность
В 1974 году С. В. Востоков защитил кандидатскую диссертацию «Аддитивные модули Галуа локальных полей»; в 1980 году — докторскую «Закон взаимности в арифметике числовых полей».
Разработал класс явных формул для символа Гильберта на локальных полях, которые имеют широкий спектр применений в теории чисел.
Созданные им формулы обобщаются на локальные группы. Обобщение его явной формулы на более высокие локальные поля называются символами Востокова. Он сыграл важную роль в развитии теорий полей классов.
16 февраля 2006 года С. В. Востоков основал фонд им. Л. Эйлера, со дня основания являлся президентом фонда, с 2024 года — почётный президент фонда.
Сергей Востоков умер 6 марта 2025 года в возрасте 79 лет.

## Награды
На шестидесятилетний юбилей Сергея Востокова Американское математическое общество опубликовало два тома на английском языке.
В 2014 году ему была присуждена премия имени П. Л. Чебышёва.

### Книги
- Fesenko, I. B., Vostokov, S. V. Local Fields and Their Extensions: Second Edition. — American Mathematical Society, 2002. — ISBN 978-0-8218-3259-2.